# Oulins
Oulins – miejscowość i gmina we Francji, w Regionie Centralnym, w departamencie Eure-et-Loir.
Według danych na rok 1990 gminę zamieszkiwały 722 osoby, a gęstość zaludnienia wynosiła 72 osoby/km² (wśród 1842 gmin Centre, Oulins plasuje się na 531. miejscu pod względem liczby ludności, natomiast pod względem powierzchni na miejscu 1146.).